# Braine-l'Alleud
Braine-l'Alleud (en való Brinne-l'-Alou, neerlandès Eigenbrakel) és un municipi belga del Brabant Való a la regió valona. Fou creat amb els antics municipis de Braine-l'Alleud, Ophain-Bois-Seigneur-Isaac i Lillois-Witterzée.
El monument més conegut del municipi és el pujol artificial, erigit en commemoració de la batalla de Waterloo) (1815) que per una major part va passar al territori del municipi.

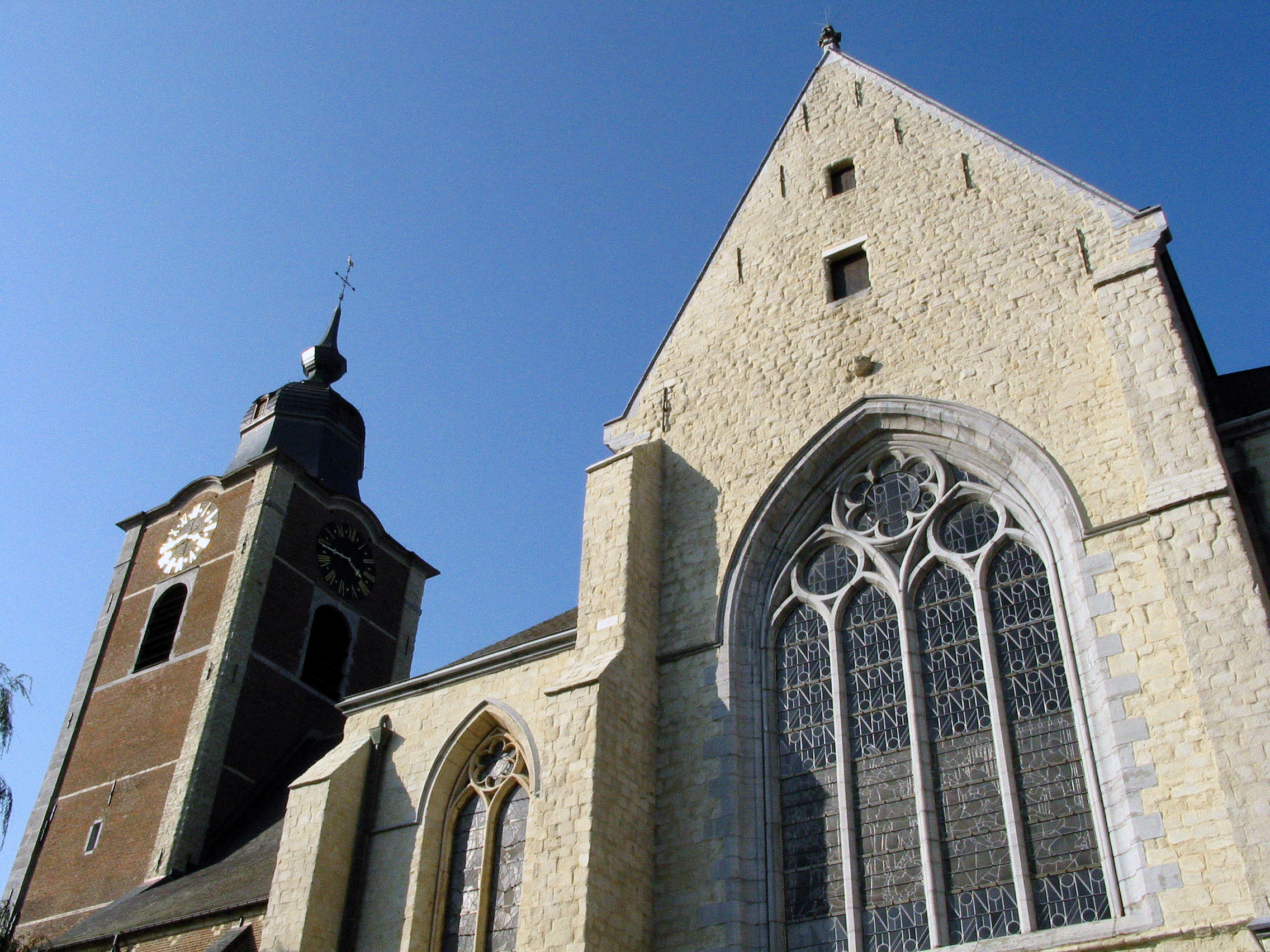
Església de Sant Esteve
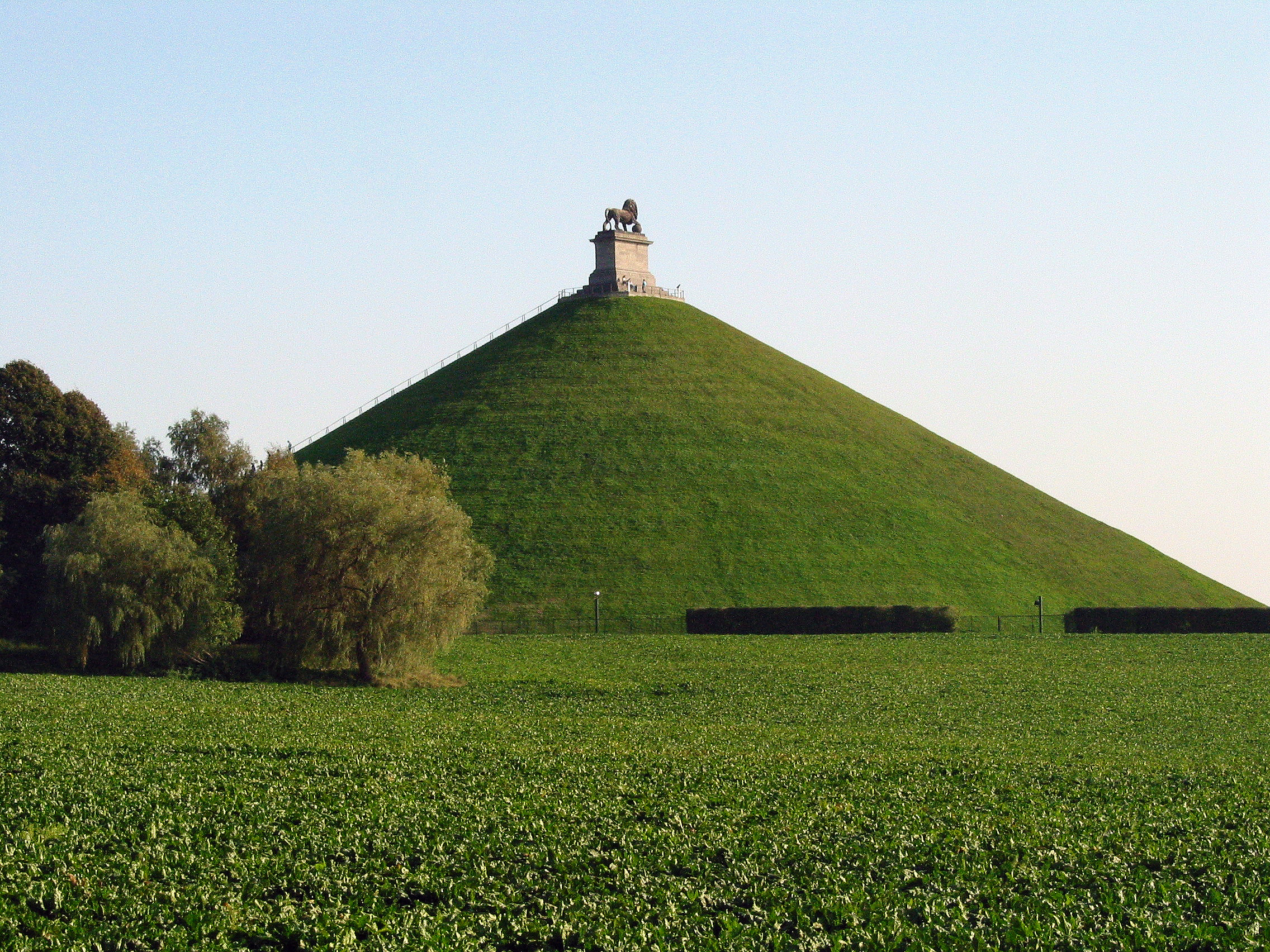
El monument de la batalla de Waterloo

## Agermanaments
- Ouistreham
- Drummondville
- Menden
- Basingstoke and Deane
- Slapanice

## Personatges il·lustres
- Désiré-Joseph Mercier (1851-1926), cardenal de Bèlgica
- Johannes Tinctoris (c. 1435-1511), compositor i teòric de la música a l'època del Renaixement